# You Were.../Ballad
You Were.../Ballad è il quarantasettesimo singolo della cantante giapponese Ayumi Hamasaki, pubblicato il 29 dicembre 2009. La pubblicazione del singolo era prevista per il 16 dicembre, ma la Avex Trax l'ha posticipata di due settimane. Il primo brano presente nel singolo You were... è il tema musicale dell'adattamento giapponese del film d'animazione Disney  is the theme song for the Japanese version of the Disney movie Trilli e il tesoro perduto, mentre il secondo brano Ballad è collegato alla serie della NHK The Firmament of the Pleiades, un dorama storico basato su un libro di Jiro Asada. Il singolo è diventato il ventiduesimo primo posto consecutivo della Hamasaki nella classifica Oricon, ed il trentaquattresimo complessivamente.

## Tracce
CD Only
1. You were...- 4:48 (Ayumi Hamasaki, Kazuhiro Hara)
2. BALLAD  - 5:21 (Ayumi Hamasaki, D.A.I.)
3. RED LINE ～FOR TA～  - 4:29 (Ayumi Hamasaki, Tetsuya Yukumi)
4. You were... (Music Box Mix -Retake Version-) - 5:10 (Ayumi Hamasaki, Kazuhiro Hara)
5. Sunset ～LOVE is ALL～ (Orchestra Version) - 6:04 (Ayumi Hamasaki, Nishimura Hana)
6. You were... (Instrumental) - 4:48
7. BALLAD (Instrumental) - 5:22
8. Red Line: for TA (Original Mix -Instrumental-) - 4:27

CD+DVD Versione A
CD
1. You were... - 4:48 (Ayumi Hamasaki, Kazuhiro Hara)
2. BALLAD - 5:21 (Ayumi Hamasaki, D.A.I.)
3. RED LINE ～FOR TA～  - 4:29 (Ayumi Hamasaki, Tetsuya Yukumi)
4. You were... (Music Box Mix -Retake Version-) - 5:10 (Ayumi Hamasaki, Kazuhiro Hara)
5. You were...(Instrumental) - 4:48
6. BALLAD (Instrumental) - 5:22
7. RED LINE ～FOR TA～ (Instrumental) - 4:27

DVD
1. You were... (Video Clip) - 5:11
2. BALLAD  (Video Clip) - 5:50
3. You were... (Making Clip) - 3:02

CD+DVD Versione B
CD
1. BALLAD - 5:21 (Ayumi Hamasaki, D.A.I.)
2. You were...- 4:48 (Ayumi Hamasaki, Kazuhiro Hara)
3. RED LINE ～FOR TA～ - 4:29 (Ayumi Hamasaki, Tetsuya Yukumi)
4. Sunset ～LOVE is ALL～ (Orchestra Version) - 6:04 (Ayumi Hamasaki, Nishimura Hana)
5. BALLAD (Instrumental) - 5:22
6. You were... (Instrumental) - 4:48
7. RED LINE ～FOR TA～ (Instrumental) - 4:27

DVD
1. BALLAD (Video Clip) - 5:50
2. You were... (Video Clip) - 5:11
3. BALLAD (Making Clip) - 3:12

## Classifiche
| Classifica            | Posizione più alta |
| --------------------- | ------------------ |
| Oricon Weekly singles | 1                  |